# Enterobius
Enterobius és un gènere de nematodes de la família Oxyuridae, coneguts vulgarment com a oxiürs. L'espècie més coneguda és l'oxiür humà (Enterobius vermicularis, antigament Oxyuris vermicularis), un paràsit que es troba en totes les parts del món i provoca la infecció coneguda com a enterobiosi o oxiürosi (infecció per oxiürs) en els humans. El mascle adult de l'oxiür fa entre 1 i 4 mm de longitud, mentre que la femella adulta fa entre 8 i 13 mm i té un llarg extrem al final en forma d'agulla.
Una altra espècie, Enterobius gregorii, s'ha descrit i reportat a Europa, Àfrica, i Àsia. La morfologia, cicle biològic, presentació clínica i tractament de E. gregorii és pràcticament idèntica al d'E. vermicularis.
Enterobius és un cuc blanc, petit i delicat.

## Cicle vital

Cicle vital

Els ous es dipositen en els plecs perianals (1). L'autoinfecció ocorre per transferència dels ous infecciosos a la boca mitjançant les mans després de gratar la zona perianal (2). El contagi interpersonal també pot ocórrer mitjançant la manipulació de roba o llençols contaminats. L'enterobiosi també es pot adquirir a través de superfícies ambientals que estiguin contaminades amb ous (ex.: cortines, catifes). Uns pocs ous poden propagar per l'aire i ser inhalats, en empassar-se segueixen el mateix desenvolupament que els ingerits.
Després de la ingestió dels ous infecciosos, les larves es desclouen en l'intestí prim (3) i els adults s'estableixen en el còlon (4). Entre la ingestió dels ous infecciosos fins a l'oviposició de les femelles adultes transcorre al voltant d'un mes. El temps de vida dels adults és de dos mesos aproximadament. Les femelles gràvides migren en hores nocturnes per fora de l'anus i ovipositan mentre repten sobre la pell de la zona perianal (5). En 4 a 6 hores -sota condicions òptimes- es desenvolupen les larves contingudes dins els ous (i l'ou es transforma en infecciós) (6). Pot ocórrer la retroinfecció, és a dir, la migració de larves acabades de néixer a la pell anal cap a dins del recte, però no se sap amb quina freqüència això passa.